# Episodi di Royal Crackers (prima stagione)
La prima stagione della serie animata Royal Crackers, composta da 10 episodi, è stata trasmessa negli Stati Uniti, da Adult Swim, dal 2 aprile al 21 maggio 2023.
In Italia la serie è inedita.
| nº | Titolo originale     | Prima TV USA   |
| -- | -------------------- | -------------- |
| 1  | Crumbling Empire     | 2 aprile 2023  |
| 2  | Theo's Comeback Tour | 2 aprile 2023  |
| 3  | Factory 37           | 3 aprile 2023  |
| 4  | Stebe                | 9 aprile 2023  |
| 5  | Business Mom         | 16 aprile 2023 |
| 6  | Mayworth             | 23 aprile 2023 |
| 7  | The .1%              | 30 aprile 2023 |
| 8  | Casa de Darby        | 7 maggio 2023  |
| 9  | CrackerCon           | 14 maggio 2023 |
| 10 | Craftopia            | 21 maggio 2023 |

## Crumbling Empire
- Titolo originale: Crumbling Empire / Pilot
- Diretto da: Frederic Cristy (non accreditato)
- Scritto da: Jason Ruiz (non accreditato)

### Trama
Mentre combattono per l'eredità di Royal Crackers del padre morente, i fratelli Theo e Stebe sperano che una campagna di marketing virale salvi l'azienda.
- Guest star: Stephanie Sheh (Rachel), Fred Tatasciore (Al), Debra Wilson (Clair Bailey).
- Ascolti USA: telespettatori 236.000 – rating/share 18-49 anni.[2]

## Theo's Comeback Tour
- Titolo originale: Theo's Comeback Tour
- Diretto da: Frederic Cristy (non accreditato)
- Scritto da: Brittany Hobbs, Evan Mann, Gareth Reynolds e Bryan Wysol

### Trama
Theo dà il via alla sua carriera da solista partecipando a un tour mondiale. Nel frattempo, di ritorno all'Hornsby Manor, Stebe e Deb ne approfittano per sperimentare droghe pesanti.
- Guest star: Gilbert Gottfried (riparatore), Jamar Neighbors (Moey D), Fred Tatasciore (agente Troy), Debra Wilson (audio distorto).
- Note: dedicato alla memoria di Gilbert Gottfried che è deceduto qualche tempo dopo la realizzazione dell'episodio.
- Ascolti USA: telespettatori 167.000 – rating/share 18-49 anni.[2]

## Factory 37
- Titolo originale: Factory 37
- Diretto da: Frederic Cristy (non accreditato)
- Scritto da: David Doré, Brittany Hobbs, Evan Mann, Marc M. e Gareth Reynolds

### Trama
La fabbrica più redditizia del Royal Crackers deve essere sottoposta a un'ispezione, tuttavia quando arriva un nuovo ispettore sanitario pretenzioso, il team lavora duramente per assicurarsi che la Factory 37 sia a norma.
- Guest star: Fred Armisen (Brent), Stephanie Sheh (Rachel), Fred Tatasciore (Al).
- Ascolti USA: telespettatori 117.000 – rating/share 18-49 anni.[2]

## Stebe
- Titolo originale: Stebe
- Diretto da: Frederic Cristy (non accreditato)
- Scritto da: David Doré, Brittany Hobbs, Evan Mann, Marc M. e Gareth Reynolds.

### Trama
Quando il vecchio amico carismatico di Theo ed ex compagno di band si presenta inaspettatamente all'Hornsby Manor, Stebe si ritrova ad avere una crisi d'identità.
- Guest star: Gareth Reynolds (Lars), Stephanie Sheh (Rachel), Fred Tatasciore (Al).
- Ascolti USA: telespettatori 175.000 – rating/share 18-49 anni.[3]

## Business Mom
- Titolo originale: Business Mom
- Diretto da: Frederic Cristy (non accreditato)
- Scritto da: David Doré, Evan Mann, Marc M., Gareth Reynolds e Bryan Wysol

### Trama
Deb diventa l'obiettivo di un intenso dibattito su Internet dopo che un litigio al negozio di alimentari locale le è valso la sua diffusa infamia.
- Guest star: Andy Daly (Rob Dennison), Lennon Parham (Mel Dennison), Stephanie Sheh (Rachel), Fred Tatasciore (presidente delle adozioni), Debra Wilson (Beverly Donovan).
- Ascolti USA: telespettatori 180.000 – rating/share 18-49 anni.[4]

## Mayworth
- Titolo originale: Mayworth
- Diretto da: Frederic Cristy (non accreditato)
- Scritto da: David Doré, Brittany Hobbs, Marc M. e Gareth Reynolds.

### Trama
Una festa di compleanno fallita fa raccontare a Theodore Hornsby Sr. un evento preoccupante del suo passato.
- Guest star: Andy Daly (Young Luther), Lennon Parham (Signora Bartlebee), Stephanie Sheh (Ghost Boy), Fred Tatasciore (Signor Bartlebee).

## The .1%
- Titolo originale: The .1%
- Diretto da: Frederic Cristy (non accreditato)
- Scritto da: David Doré, Marc M.

### Trama
La famiglia Hornsby partecipa alla festa annuale in yacht di un miliardario, riservata esclusivamente allo 0,1% dei miliardari più ricchi del mondo.
- Guest star: George Basil (George Zeebos), Gareth Reynolds (Clark), Debra Wilson (Tonya).

## Casa de Darby
- Titolo originale: Casa de Darby
- Diretto da: Frederic Cristy (non accreditato)
- Scritto da: David Doré, Marc M., Evan Mann e Gareth Reynolds.

### Trama
Gli Hornsby si dirigono a Burbank, in California, quando Stebe ottiene un lucroso accordo di integrazione del marchio Royal Crackers con una sitcom latinoamericana popolare chiamata Casa De Papa.
- Guest star: Carlos Alazraqui (Tio Pepe), Felipe Esparza (ufficiale messicano), Carolina Ravassa (viaggiatore), Stephanie Sheh (Rachel), Stephanie Sigman (Abuelita), Fred Tatasciore (Joey).

## CrackerCon
- Titolo originale: CrackerCon
- Diretto da: Frederic Cristy (non accreditato)

### Trama
La famiglia si reca a Primm, in Nevada, per partecipare al CrackerCon.
- Guest star: Andy Daly (Rob Dennison), Lennon Parham (Hazelnut e Mel Dennison), Stephanie Sheh (Rachel), Fred Tatasciore (Al).

## Craftopia
- Titolo originale: Craftopia
- Diretto da: Frederic Cristy (non accreditato)

### Trama
Quando il computer di Matt viene distrutto da un burlone, accetta un lavoro per risparmiare per un sostituto.
- Guest star: Andy Daly (terzo membro della SWAT), Stephanie Sheh (Rachel), Fred Tatasciore (Al), Oliver Tree (Zane).